# Frank Lloyd
Frank William George Lloyd (Glasgow, 2 februari 1886 – Santa Monica, 10 augustus 1960) was een Brits-Amerikaans acteur, regisseur en filmproducent.

## Levensloop
Frank Lloyd werd in 1886 geboren in de Schotse stad Glasgow. Als zoon van een zanger kwam hij al snel in aanraking met de theaterwereld. Hij emigreerde in 1910 naar Canada en ging er op tournee met een toneelgezelschap. In 1913 werd hij door Carl Laemmle gecontracteerd als acteur bij de filmstudio Universal. Eén jaar later draaide Lloyd zijn eerste korte film als regisseur.
In 1916 stapte hij over naar de filmmaatschappij Fox. Toen regisseerde hij literaire filmbewerkingen als Les Misérables (1917) en Oliver Twist (1922). Zijn verfilming van Black Oxen (1923) betekende voor actrice Corinne Griffith het grootste succes uit haar carrière. In 1927 was Lloyd een van de 36 stichtende leden van de Amerikaanse filmacademie AMPAS.
Voor de film The Divine Lady won hij in 1929 zijn eerste Oscar voor beste regie. In dat jaar werd hij in dezelfde categorie tevens genomineerd voor twee andere films. In tegenstelling tot veel andere regisseurs ondervond Lloyd geen problemen bij de overgang naar de geluidsfilm. Voor de prent Cavalcade ontving hij in 1934 zijn tweede Oscar voor beste regie.
Twee jaar later kreeg de regisseur zijn laatste Oscarnominatie voor de avonturenfilm Mutiny on the Bounty met Charles Laughton en Clark Gable in de hoofdrollen. In de jaren 40 werkte hij voornamelijk als filmproducent voor Fox, Paramount en Universal. In die periode produceerde hij onder meer de rolprent Saboteur (1942) onder regie van Alfred Hitchcock.
In 1945 trok hij zich terug uit de filmindustrie. Hij keerde in 1954 terug uit zijn pensioen om de films The Shanghai Story en The Last Command te regisseren.

## Filmografie

### Regie
- 1915: The Gentleman from Indiana
- 1915: Jane
- 1915: The Reform Candidate
- 1916: The Tongues of Men
- 1916: The Call of the Cumberlands
- 1916: Madame la Presidente
- 1916: The Code of Marcia Gray
- 1916: David Garrick
- 1916: The Making of Maddalena
- 1916: An International Marriage
- 1916: The Stronger Love
- 1916: The Intrigue
- 1916: Sins of Her Parent
- 1916: The World and the Woman
- 1917: The Kingdom of Love
- 1917: The Price of Silence
- 1917: A Tale of Two Cities
- 1917: American Methods
- 1917: When a Man Sees Red
- 1917: Les Misérables
- 1917: The Heart of a Lion
- 1918: The Blindness of Divorce
- 1918: True Blue
- 1918: Riders of the Purple Sage
- 1918: The Rainbow Trail
- 1918: For Freedom
- 1919: The Man Hunter
- 1919: Pitfalls of a Big City
- 1919: The World and Its Woman
- 1919: The Loves of Letty
- 1920: The Woman in Room 13
- 1920: The Silver Horde
- 1920: Madame X
- 1920: The Great Lover
- 1921: A Tale of Two Worlds
- 1921: Roads of Destiny
- 1921: A Voice in the Dark
- 1921: The Invisible Power
- 1921: The Grim Comedian
- 1921: The Man from Lost River
- 1922: The Eternal Flame
- 1922: The Sin Flood
- 1922: Oliver Twist
- 1923: The Voice from the Minaret
- 1923: Within the Law
- 1923: Ashes of Vengeance
- 1923: Black Oxen
- 1924: The Sea Hawk
- 1924: The Silent Watcher
- 1925: Her Husband's Secret
- 1925: Winds of Chance
- 1925: The Splendid Road
- 1926: The Wise Guy
- 1926: The Eagle of the Sea
- 1927: Children of Divorce
- 1928: Adoration
- 1929: Weary River
- 1929: The Divine Lady
- 1929: Drag
- 1929: Dark Streets
- 1929: Young Nowheres
- 1930: Son of the Gods
- 1930: The Way of All Men
- 1930: The Lash
- 1931: The Right of Way
- 1931: East Lynne
- 1931: The Age for Love
- 1932: A Passport to Hell
- 1933: Cavalcade
- 1933: Berkeley Square
- 1933: Hoop-La
- 1934: Servants' Entrance
- 1935: Mutiny on the Bounty
- 1936: Under Two Flags
- 1937: Maid of Salem
- 1937: Wells Fargo
- 1938: If I Were King
- 1939: Rulers of the Sea
- 1940: The Howards of Virginia
- 1941: This Woman Is Mine
- 1941: The Lady from Cheyenne
- 1943: Forever and a Day
- 1945: Blood on the Sun
- 1954: The Shanghai Story
- 1955: The Last Command

### Productie
- 1942: Saboteur
- 1942: The Spoilers
- 1942: Invisible Agent